# Altituda
Altituda ali višina (tudi elevacija) nebesnega telesa je ena izmed nebesnih koordinat, ki se uporabljajo v horizontnem koordinatnem sistemu.  Druga koordinata v tem sistemu je azimut.
Altituda je kotna oddaljenost nebesnega telesa od horizonta. Nebesna telesa, ki so nad horizontom, imajo vrednosti altitude od 0° do +90° (nadglavišče), telesa pod horizontom pa imajo altitudo med 0° in -90° (nadir).
Altituda je odvisna od kraja, kjer se nahaja opazovalec.

## Zenitna razdalja
Kotna razdalja od nebesnega telesa do zenita se imenuje zenitna razdalja. Altituda in zenitna razdalja skupaj tvorita kot 90º.